# Amauropelta eriosorus
Amauropelta eriosorus là một loài dương xỉ thuộc họ Thelypteridaceae. Loài này được Antoine Laurent Apollinaire Fée mô tả khoa học đầu tiên năm 1873.